# Castello di Val Duchesse
Il castello di Val Duchesse (in francese château de Val Duchesse) è un castello della Regione di Bruxelles-Capitale in Belgio, situato a Auderghem, al margine della foresta di Soignes, nella zona a sudest di Bruxelles.

## Storia

### Priorato domenicano femminile

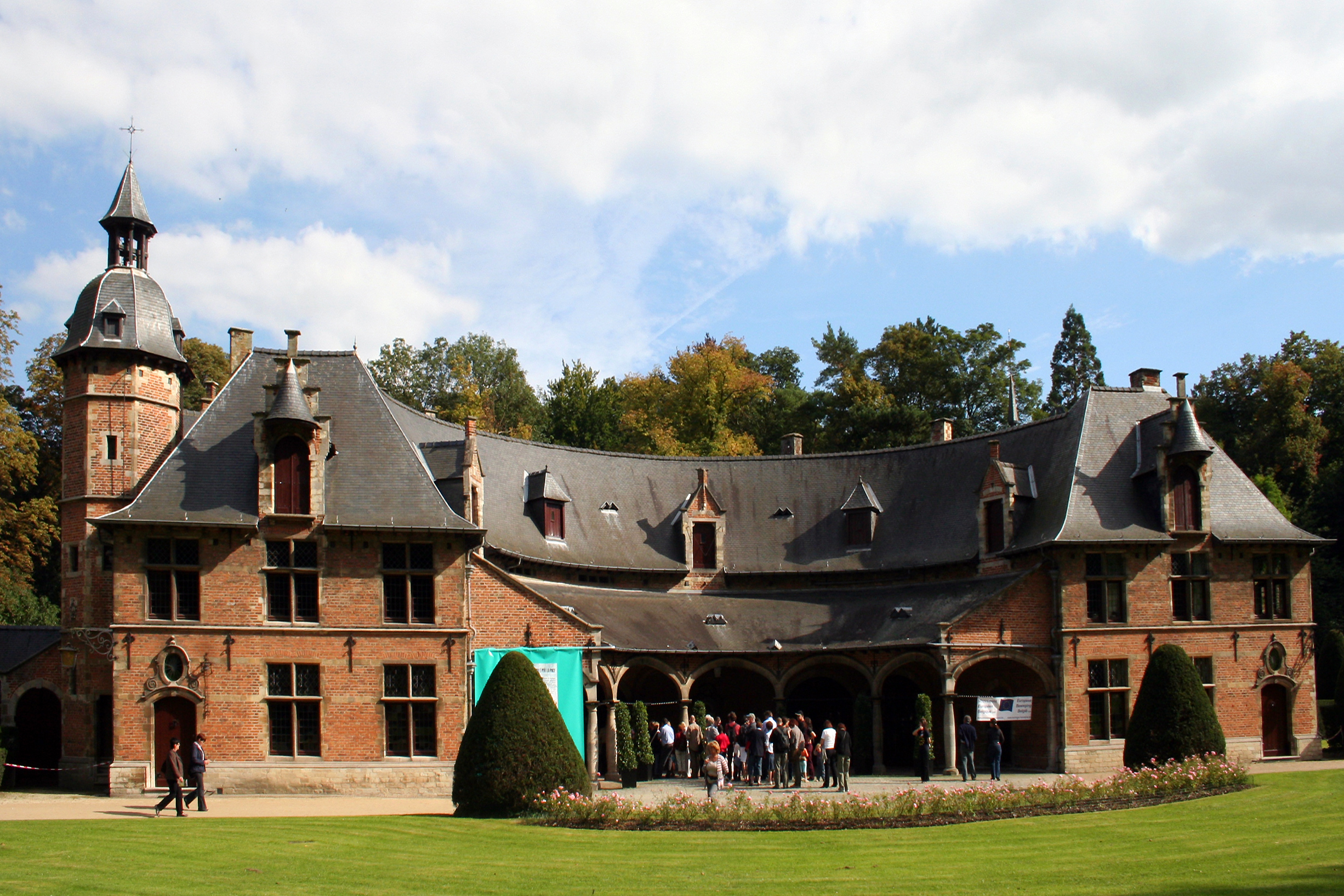
L'edificio ricostruito del priorato di Val Duchesse

Il castello di Val Duchesse fu in origine un priorato domenicano del XIII secolo, fondato nella valle della Woluwe.
Questo era un priorato femminile e fu fondato nel 1262 da Adelaide di Borgogna (1233-1273), vedova del duca Enrico III.
La Duchess Adelaide diede il suo nome al luogo: Val Duchesse o Hertoginnedal.
Secondo la tradizione leggendaria, Aleydis (Adelaide) fu ispirata da San Tommaso d'Aquino che si dice essere stato ospite a Val Duchesse.
Fu il primo priorato femminile dei Paesi Bassi a seguire la regola di San Domenico e fu generosamente donato da Aleydis ed altre nobili signore.
Secondo l'ultima volontà di Aleydis, il suo cuore fu qui sepolto in un mausoleo oggi scomparso.
Successivamente il prioratò incrementò le sue ricchezze grazie ai generosi doni di numerose persone della famiglia reale e delle famiglie nobili.
Nel 1650 fu eretto un muro di cinta a protezione dei diversi edifici del priorato. L'edificio che corrisponde all'odierno castello fu costruito come residenza per la priora nel 1780.

### Castello di Val-Duchesse
La proprietà fu venduta più volte e molti proprietari si succedettero fino al 1850, quando fu acquisita dal barone Eugène Amour de Cartier.
Alla morte di sua figlia Anne-Marie, sposa di François Puissant d’Agimont d’Heer et d’Heerlette, nel 1871, senza discendenza, la proprietà fu acquistata dal banchiere A. Franck-Morel e in seguito dal barone Charles Dietrich, agente di cambio, viceconsole di Norvegia ed ex proprietario del Castello di Linthout.
Allorché nel 1903 il barone acquisì la proprietà, il priorato non esisteva più; rimanevano in piedi solo un'ala del castello, una parte della cinta muraria e qualche edificio rurale.
Nel 1915, il barone decise di ricostruire il priorato e incaricò l'architetto Albert Roosenboom.
L'8 settembre 1917 vi si tenne la festa di beneficenza organizzata dall'ambasciatore di Spagna in favore degli orfani di guerra di Belgio e Francia.
Nel 1930, Dietrich lasciò la tenuta alla Donation royale, al fine di renderlo un luogo prestigioso per accogliere ospiti illustri di passaggio a Bruxelles.

### Centro per riunioni e congressi
Dopo la Seconda guerra mondiale, il castello divenne sede di riunioni nazionali e internazionali.
Dal 26 giugno 1956 al 24 marzo 1957, il castello ospitò la conferenza intergovernativa sotto la presidenza di Paul-Henri Spaak finalizzata alla costituzione del Mercato comune e dell'Euratom.
Fu in queste mura che furono elaborati i trattati, firmati a Roma nel 1957, che decisero la nascita nel 1958 della Comunità Economica Europea (CEE) e della Comunità europea dell'energia atomica (Euratom).
Il 16 gennaio 1958, nel castello si tenne il primo incontro formale della Commissione Hallstein, la prima Commissione europea, presieduta da Walter Hallstein.
Qui furono svolte anche riunioni governative e negoziati per la formazione di nuovi governi.
Il 12 novembre 2009, questo castello ha ospitato una riunione del gruppo internazionale Bilderberg in cui Herman Van Rompuy ha presentato la sua visione dell'Europa.